# Ален де Бенуа
Але́н де́ Бенуа́ (фр. Alain de Benoist, 11 грудня 1943) —  французький журналіст, філософ та есеїст, головний представник інтелектуального руху, відомого як «нові праві» з кінця 1960-х років, більшість оглядачів відносять його до крайніх правих або близьких до них.

## Біографія
Ален де Бенуа народився 11 грудня 1943 року у передмістя Туру у Франції. Навчався у Сорбоні (Париж), де вивчав право, філософію, соціологію та історію релігії. В цей час предметом його наукового інтересу стає Європа та язичництво.
Свою політичну діяльність де Бенуа розпочинає у 1960 році у Федерації студентів-націоналістів. У 1968 р. він став засновником та ідеологом центру «Група дослідження та вивчення європейської цивілізації» (GRECE, фр. Groupement de recherche et d'études pour la civilisation européenne). Є редактором двох наукових журналів: з 1968 року очолює Nouvelle École (укр. «Нова школа»), що у 1973 р. трансформувався в Éléments (укр. «Елементи»), який став офіційним виданням GRECE, а з 1988 р. під його редакцією виходить тематичний альманах Krisis (укр. «Криза»).
Його праці публікувалися в авторитетних наукових виданнях Mankind Quarterly, Tyr, The Scorpion, Telos, Chronicles, а також у популярних газетах, зокрема, у Le Figaro. У 1978 р. А. де Бенуа отримав Grand Prix de l'Essai від Французьеої академії наук за свою книгу «Vu de droite: Anthologie critique des idées contemporaines» (укр. «Погляд справа: антологія критики сучасних ідей», 1977). Він є автором понад 50 книг та понад 3 тис. статей, які переведені на 20 мов світу. Останнім часом активно співпрацює з прибічниками «расового реалізму» (англ. racial realism) та «ідентитаристами» (англ. identitarian), які розглядають етнічну та культурну ідентичність як основоположний принцип національного становлення.

## Погляди
Сферою наукових інтересів Алена де Бенуа є політична філософія та історія ідеологій. Крім цього він є автором багатьох матеріалів з археології, народних традицій та історії релігії. Центральною темою його політичних поглядів є євроскептицизм та критика згубного впливу ліберальних цінностей на сучасний стан Заходу.
Розпочавши свій письменницький шлях у 1970 році у період спаду критики Французько-Алжирської війни, де Бенуа скерував свою увагу на критику глобалізації, неконтрольованих процесів масової міграції та лібералізму, які становлять фатальну загрозу існування Європи через наявні внутрішні розбіжності. На формування його поглядів вплинули французький філософ Ернест Ренан, ідеолог консервативної революції Ернст Юнгер, італійський соціолог Вільфредо Парето, італійський марксист Антоніо Грамші, іспанський філософ Хосе Ортега-і-Гассет, британський консерватор Ентоні Людовічі, французький консерватор Жорж Дюмезіль, німецьких соціологів Арнольд Гелен та Гельмута Шельські, румунського філософа Стефана Лупаско, австрійського зоолога Конрада Лоренца, французьких філософів Гі Дебора та Жана Бодрійяра, а також німецький революційний консервативний рух та французькі нонконформісти 1930-х років.
Виступаючи проти американської ідеї плавильного котла, де Бенуа є прибічником відокремленого розвитку цивілізацій і культур. Він є противником арабської імміграції до Франції, що не бажає асимілюватися та підтримує тісні зв'язки з ісламською культурою, хоча разом з тим критикує расистські та антисемітські заяви лідера французької ультраправої партії «Національний фронт» Жан-Марі Ле Пена. де Бенуа є прибічником ідеї «етноплюралізму», згідно з якою природні, етнічні культури та нації повинні жити і розвиватись відокремлено одна від одної.
Він також виступає з критикою християнства, яке за своєю суттю є теократичним, нетерпимим та схильним до переслідування інакодумства.

## Бібліографії
- Salan devant l'opinion (under the pen name of Fabrice Laroche) (Saint-Just, 1963).
- Le courage est leur patrie (under the pen name of Fabrice Laroche, with François d'Orcival) (Saint-Just, 1965).
- Vérité pour l'Afrique du Sud (under the pen name of Fabrice Laroche, with Gilles Fournier) (Saint-Just, 1965).
- Les Indo-Européens (G.E.D., 1966).
- Rhodésie, pays des lions fidèles (with François d'Orcival) (Table Ronde, 1966).
- Avec ou sans Dieu : l'avenir des valeurs chrétiennes (with Jean-Luc Marion) (Beauchesne, 1970).
- L'Empirisme logique et la Philosophie du Cercle de Vienne (Nouvelle École, 1970).
- Nietzsche: Morale et « Grande Politique » (GRECE, 1973).
- Konrad Lorenz et l'Éthologie moderne (Nouvelle École, 1975).
- Vu de droite. Anthologie critique des idées contemporaines (Copernic, 1977). (grand prix de l'essai de l'Académie française 1978)
- Les Bretons (Les Cahiers de la Bretagne réelle, n°396 bis, 1978).
- Les Idées à l'endroit (Libres-Hallier, 1978).
- Le Guide pratique des prénoms (under the pen name of Robert de Herte, with [sic] Alain de Benoist), coll. « Hors-série d'"Enfants-Magazine" » (Publications Groupe Média, 1979).
- Comment peut-on être païen ? (Albin Michel, 1981).
- Les Traditions d'Europe (Paris: Labyrinthe, 1982).
- Orientations pour des années décisives (Labyrinthe, 1982).
- Fêter Noël. Légendes et Traditions (Atlas-Edena, 1982).
- Démocratie : le problème (Labyrinthe, 1985)
- (in collaboration with Andre Béjin & Julien Freund) Racismes, Antiracismes (Paris: Librairie des Méridiens, 1986)
- (with Thomas Molnar) L'éclipse du sacré: discours et résponses (Paris: Table ronde, 1986)
- Europe, Tiers monde, même combat (Robert Laffont, 1986).
- Le Grain de sable. Jalons pour une fin de siècle (Labyrinthe, 1994).
- Nationalisme : Phénoménologie et Critique (GRECE, 1994).
- Démocratie représentative et Démocratie participative (GRECE, 1994).
- Nietzsche et la Révolution conservatrice (GRECE, 1994).
- L'Empire intérieur (Fata Morgana, 1995).
- La Ligne de mire. Discours aux citoyens européens, t. 1 : 1972–1987 (Labyrinthe, 1995).
- Famille et Société. Origine, Histoire, Actualité (Labyrinthe, 1996).
- La Ligne de mire. Discours aux citoyens européens, t. 2 : 1988–1995 (Labyrinthe, 1996).
- Céline et l'Allemagne, 1933–1945. Une mise au point (Le Bulletin célinien, 1996).
- Horizon 2000. Trois entretiens avec Alain de Benoist (GRECE, 1996).
- La Légende de Clovis (Cercle Ernest Renan, 1996).
- Indo-Européens : à la recherche du foyer d'origine (Nouvelle École, 1997).
- Ernst Jünger. Une bio-bibliographie (Guy Trédaniel, 1997).
- Communisme et Nazisme. 25 réflexions sur le totalitarisme au XXe siècle (Labyrinthe, 1998).
- L'Écume et les Galets. 1991–1999 : dix ans d'actualité vue d'ailleurs (Labyrinthe, 2000).
- Jésus sous l'œil critique des historiens (Cercle Ernest Renan, 2000).
- Bibliographie d'Henri Béraud (Association rétaise des Amis d'Henri Béraud, 2000).
- Dernière Année. Notes pour conclure le siècle (L'Âge d'Homme, 2001).
- Jésus et ses Frères (Cercle Ernest Renan, 2001).
- Louis Rougier. Sa vie, son œuvre (Cercle Ernest Renan, 2002).
- Charles Maurras et l'Action française. Une bibliographie, BCM, 2002
- Qu'est-ce qu'un militant ? (sous le pseudonyme de Fabrice Laroche, réédition d'un article paru en 1963) (Ars Magna, 2003).
- Critiques-Théoriques (L'Âge d'Homme, 2003).
- Au-delà des droits de l'homme. Pour défendre les libertés (éditions Krisis, 2004).
- Bibliographie générale des droites françaises. 1, Arthur de Gobineau, Gustave Le Bon, Édouard Drumont, Maurice Barrès, Pierre Drieu La Rochelle, Henry de Montherlant, Thierry Maulnier, Julien Freund (Éditions Dualpha, coll. « Patrimoine des lettres », Coulommiers, 2004), 609 p.
- Bibliographie générale des droites françaises. 2, Georges Sorel, Charles Maurras, Georges Valois, Abel Bonnard, Henri Béraud, Louis Rougier, Lucien Rebatet, Robert Brasillach (Éditions Dualpha, coll. « Patrimoine des lettres », Coulommiers, 2004), 472 p.
- Bibliographie générale des droites françaises. 3, Louis de Bonald, Alexis de Tocqueville, Georges Vacher de Lapouge, Léon Daudet, Jacques Bainville, René Benjamin, Henri Massis, Georges Bernanos, Maurice Bardèche, Jean Cau (Éditions Dualpha, coll. « Patrimoine des lettres », Coulommiers, 2005), 648 p.
- Bibliographie générale des droites françaises. 4, Joseph de Maistre, Ernest Renan, Jules Soury, Charles Péguy, Alphonse de Chateaubriant, Jacques Benoist-Méchin, Gustave Thibon, Saint-Loup (Marc Augier), Louis Pauwels (Éditions Dualpha, coll. « Patrimoine des lettres », Coulommiers, 2005), 736 p.
- Jésus et ses Frères, et autres écrits sur le christianisme, le paganisme et la religion (éditions Les Amis d'Alain de Benoist, 2006).
- C'est-à-dire. Entretiens-Témoignages-Explications (2 volumes) (éditions Les Amis d'Alain de Benoist, 2006).
- Nous et les autres. Problématique de l'identité (éditions Krisis, 2006).
- Carl Schmitt actuel (éditions Krisis, 2007).
- Demain, la décroissance ! Penser l'écologie jusqu'au bout (Edite, 2007).
- Dictionnaire des prénoms : d'hier et d'aujourd'hui, d'ici et d'ailleurs (Jean Picollec, 2009).
- Mémoire vive / Entretiens avec François Bousquet (Éditions de Fallois, Collection « Littérature », 2 mai 2012).
- Edouard Berth ou le socialisme héroïque. Sorel, Maurras, Lenine (Pardès, 2013).
- Les Démons du Bien, Du nouvel ordre moral à l'idéologie du genre (Pierre-Guillaume de Roux, 2013).
- Quatre figures de la Révolution Conservatrice allemande - Werner Sombart -Arthur Moeller van den Bruck -Ernst Niekisch - Oswald Spengler (Éditions Les Amis d'Alain de Benoist, 2014).
- Le traité transatlantique et autres menaces (Pierre-Guillaume de Roux, 2015).
- Au-delà des droits de l'Homme. Pour défendre les libertés (Pierre-Guillaume de Roux, 2016).
- Droite-gauche, c'est fini ! : Le moment populiste (Pierre-Guillaume de Roux, 2017).
- Ce que penser veut dire. Penser avec Goethe, Heidegger, Rousseau, Schmitt, Péguy, Arendt… (Éditions du Rocher, 2017).
- Contre le libéralisme (Le Rocher, 2019).
- Ernst Jünger : entre les dieux et les titans (Via Romana, 2020).
- La Puissance et la Foi : essais de théologie politique (Pierre-Guillaume de Roux, 2021).